# ...le band si sciolgono
...le band si sciolgono è il dodicesimo album (il nono in studio) del cantautore italiano Luca Carboni, pubblicato il 29 settembre 2006.
All'album fa seguito la tournée ...le band si sciolgono Tour 2007.

## Il disco
I testi e le musiche di tutte le canzoni sono di Luca Carboni. In alcune tracce, Carboni si è avvalso della collaborazione di alcuni artisti del panorama musicale italiano: in Lampo di vita, ad esempio, le musiche sono state composte insieme a Gaetano Curreri e Saverio Grandi, così come Pino Daniele che ha collaborato all'arrangiamento del brano La mia isola; Tiziano Ferro, invece, ha duettato nel brano Pensieri al tramonto. La fotografia di copertina dell'album è di Antonello Giorgi.
Il 22 novembre 2024, l'album viene pubblicato per la prima volta su vinile 33 giri con un inserto autografato dall'artista.

## Edizioni

### CD
...le band si sciolgono nella versione solo CD contiene nove tracce.
Testi e musiche di Luca Carboni, eccetto dove indicato.
1. Segni del tempo – 4:37
2. Lampo di vita – 4:44 (testo: Luca Carboni – musica: Luca Carboni, Saverio Grandi, Gaetano Curreri)
3. Sto pensando – 4:52
4. Le band – 3:17
5. Malinconia – 4:42
6. È caduta una stella – 3:50
7. Pensieri al tramonto (feat. Tiziano Ferro) – 4:23 (testo: Luca Carboni – musica: Luca Carboni, Nicola Lenzi)
8. Ci si dimentica – 4:28
9. La mia isola (feat. Pino Daniele) – 5:01 (testo: Luca Carboni – musica: Luca Carboni, Pino Daniele)

Durata totale: 39:54

### ...le band si sciolgono(CD+DVD)
L'edizione limitata CD+DVD contiene il CD con le 11 tracce e il DVD con 3 videoclip firmati da Marco Pavone che hanno ricevuto un riconoscimento speciale al Premio Videoclip Italiano.
Tracce DVD
1. Malinconia
2. Sto pensando
3. La mia isola

## Formazione
- Luca Carboni – voce, programmazione, tastiera, sintetizzatore, pianoforte
- Vince Pastano – chitarra elettrica, chitarra acustica
- Mauro Patelli – chitarra acustica, chitarra elettrica
- Ignazio Orlando – basso, tastiera
- Antonello Giorgi – batteria, percussioni
- Maurizio Parafioriti – chitarra elettrica
- Pino Daniele – chitarra classica (traccia 9)
- Chicco Gussoni – chitarra elettrica
- Fabio Anastasi – archi (scritti e diretti)
- Fabio Cocchi – violino
- Stela Tanchi – violino
- Nicola Calzolari – viola
- Enrico Guerzoni – violoncello
- Rudy Trevisi – sax soprano